# Mireia Lalaguna
Mireia Lalaguna Royo (sinh ngày 21 tháng 11 năm 1992) là một người mẫu, diễn viên và hoa hậu người Tây Ban Nha, cô đăng quang Hoa hậu Thế giới 2015. Trước đó cô đăng quang Hoa hậu Thế giới Tây Ban Nha 2015, trở thành người phụ nữ đầu tiên từ Tây Ban Nha đăng quang tại cuộc thi Hoa hậu Thế giới.

## Tiểu sử và học vấn
Lalaguna sinh ra ở Barcelona vào ngày 21 tháng 11 năm 1992. Cô lấy bằng cử nhân y dược tại Đại học Copenhagen ở Đan Mạch. Lalaguna thông thạo bốn thứ tiếng bao gồm: tiếng Catalunya, tiếng Tây Ban Nha, tiếng Pháp và tiếng Anh.

## Các cuộc thi sắc đẹp
Lalaguna lần đầu tham gia cuộc thi sắc đẹp vào năm 2014. Cô đại diện cho Tây Ban Nha tại cuộc thi Hoa hậu Đại Tây Dương Quốc tế 2014, và cô đã đăng quang cuộc thi, sau đó, cô được trao vương miện bởi hoa hậu tiền nhiệm là Lorena Romaso.

### Hoa hậu Thế giới Tây Ban Nha 2015
Lalaguna đã tranh tài tại cuộc thi Hoa hậu Thế giới Tây Ban Nha lần thứ ba vào ngày 24 tháng 10 năm 2015 tại Málaga, đại diện cho Barcelona. Vào đêm chung kết, cô đã đăng quang ngôi vị Hoa hậu Thế giới Tây Ban Nha 2015 và được trao vương miện bởi người tiền nhiệm Lourdes Rodríguez đến từ Castilla-La Mancha. Ngoài ra, cô cũng giành được giải thưởng đặc biệt Miss Luxury tại cuộc thi.

### Hoa hậu Thế giới 2015
Lalaguna đại diện cho Tây Ban Nha tại cuộc thi Hoa hậu Thế giới 2015 vào ngày 19 tháng 12 năm 2015, được tổ chức tại Tam Á, Trung Quốc. Sau khi tiến vào top 5, cô trả lời câu hỏi "Tại sao bạn nghĩ mình nên đăng quang Hoa hậu Thế giới 2015?" với câu trả lời sau:
Tôi nghĩ tôi nên trở thành Hoa hậu Thế giới tiếp theo vì tôi tin vào những người phụ nữ mạnh mẽ. Ngoài ra, tôi luôn cố gắng cống hiến hết sức mình. Tôi tin vào Vẻ đẹp có Mục đích và tôi có thể tiếp tục di sản của nó. Tôi muốn cho cả thế giới thấy cách yêu thương và chia sẻ, cống hiến những điều tốt đẹp nhất của bản thân và cho mọi người thấy cách tìm kiếm hạnh phúc trong việc giúp đỡ lẫn nhau.

Sau đó, cô đã đăng quang Hoa hậu Thế giới 2015 và được trao lại vương miện bởi hoa hậu tiền nhiệm Rolene Strauss đến từ Nam Phi. Đây là lần đầu tiên Tây Ban Nha giành được danh hiệu Hoa hậu Thế giới kể từ khi cuộc thi bắt đầu vào năm 1951. Đây chỉ là lần thứ hai Tây Ban Nha đăng quang trong Tứ đại Hoa hậu, sau Amparo Munoz đăng quang Hoa hậu Hoàn vũ 1974.
Trong thời gian đương nhiệm của mình, cô đã đến Indonesia, Puerto Rico, Hoa Kỳ, Ấn Độ, Kenya, Nga, Trung Quốc, Philippines, Hàn Quốc, Anh, Nam Phi, Ghana, Mexico, Brazil, Ý , Jersey và Tây Ban Nha.